# 王正廷
王正廷（1882年9月7日—1961年5月21日），原名正庭，字儒堂，号子白，浙江奉化人。中华民国政治家、外交官、体育活动家，基督教人士，欧美同学会、中华全国体育协进会的创始人之一。湖南省宪法起草人之一。

## 生平

### 留学時代
1882年，王正廷生于浙江省宁波府奉化县金溪乡税务场村（今属西坞街道）的一个基督教牧师家庭。王正廷自幼接受洗礼，10岁时入上海的中英学校学习英文。1896年（光緒24年），入天津北洋西学堂二等（预科）学习，後来昇入頭等（本科）学习。此後，他先后在中英書院、湖南長沙明德学堂担任英文科主任。
1905年（光緒31年），应中華基督教青年会总幹事之请，王正廷赴日本留学，在日本创设中華基督教青年会分会。同年，加入中国同盟会。1907年（光緒33年），在教会的支援下，王正廷赴美国留学，先在密歇根大学学习，后转入耶鲁大学学习法律。1910年（宣統2年）毕业後，进入耶鲁大学研究院学习，专攻国際公法。

### 民国初期的活動

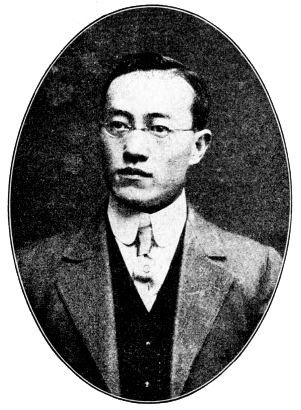
《民国之精华》中的王正廷照片

1911年（宣統3年）夏，王正廷归国期間，武昌起義爆发，王正廷遂赴湖北省，出任中华民国军政府鄂军都督府外交副司長（後来升任司長），负责外交事務。同年12月，在南北議和中，王正廷出任南方代表伍廷芳的参赞。1912年（民国元年）1月，王正廷当选南京臨時参議院的浙江省代表，並当选为副議長。
同年3月，袁世凱就任臨時大总统，唐紹儀出任国务总理，王正廷出任工商部次長。但同年6月，唐紹儀被迫辞職，王正廷退居上海。此后，王正廷出任中華基督教青年会全国協会总幹事。1913年（民国2年），王正廷作为国民党党员当选第一届国会参議院議員、副議長。3月，宋教仁遇刺身亡，王正廷从事反袁世凯的活動，但随着二次革命失败，王正廷逃往中国南方。

### 北京政府的外交活動
袁世凱死後，孫文（孫中山）发动護法運動，获得王正廷支持。民国6年（1917年）8月，王正廷担任广州非常国会副議長。9月，護法軍政府成立，王正廷担任外交次長（暫行署理外交总長）。1919年（民国8年）巴黎和会召开，王正廷作为護法軍政府代表，同北京政府代表陸徵祥、顧維鈞等人一起组成中国代表团参加和会。《凡尔赛条约》使日本继承了德国在中国山東半島的旧有权益，在中国代表团中，王正廷极力反对此条约。結果，随着五四運動爆发等国内情勢变化，中国代表团拒绝签署《凡尔赛条约》。
归国後，護法軍政府内部发生矛盾，王正廷被迫下野。1921年（民国10年），被任命为北京的中国大学校長。同年5月，被任命为荷兰海牙的常设仲裁法院的仲裁员。1922年（民国11年）3月，王正廷被北京政府任命为接收膠澳善後督办，负责就山東半島的懸案同日本进行交涉。同年11月，王正廷在汪大燮内閣中署理外交总長。1922年12月至1923年1月，王正廷曾短期代理国務总理。1923年3月，王正廷被北京政府委以中苏交涉事務，任至1924年（民国13年）3月为止，为解決中苏两国之间的懸案尽力。经过王正廷的努力，在继其後任的顧維鈞任内，1924年5月中苏協定缔結，两国恢复邦交。其後，王正廷历任北京政府的外交总長、財政总長。

### 国民政府的外交活動

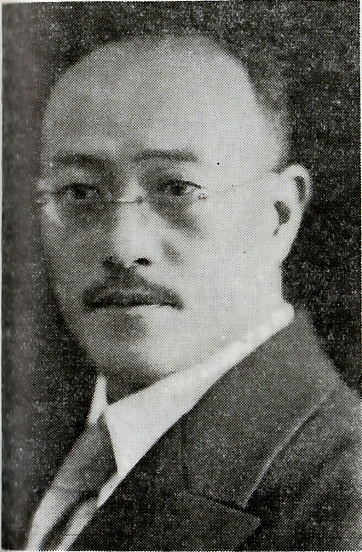
国民政府时期的王正廷
Who's Who in China 4th ed. (1931)

1928年（民国17年），王正廷转入南京国民政府，任国民政府外交委員会委員。同年6月，王正廷任外交部長兼中国国民党中央政治会議委員。任内，王正廷负责济南事件的事後处理，同日本进行交涉。但交涉极其困难，而且中国普通国民对于向日本妥協也激烈反对。同年12月，南京发生中国民众游行，王正廷在南京的住宅遭到破坏。最終，1929年（民国18年）3月28日，中日两国缔结協定。
在担任外交部長期间，王正廷展开了同帝国主義各国的条約改定運動，力图改正关税条件，废除領事裁判权。这些目标未完全实現，後任外交部長继续开展了此项工作。王正廷任内在关税条件的改正方面取得一定成果。1931年（民国20年）9月18日九一八事变爆发後，王正廷同日本进行交涉。但是，由于蒋介石的「安内攘外」路线，中方无法摆出強硬姿态。9月28日，被九一八事变激怒的南京及上海学生游行队伍殴打王正廷，致使其受傷，王正廷遂辞去外交部長职务。同年12月，王正廷当选为中国国民党第4届中央執行委員（后来第5届任候补中央执行委员，第6届任中央执行委员）。此後，1936年（民国25年）8月至1938年（民国27年）9月，王正廷任中国駐美国大使。

### 体育事业
1913年，王正廷代表中国，与日本、菲律宾共同组成了亚洲第一个国际性体育团体——远东体育协会，并于同年在菲律宾马尼拉举办了第一届远东运动会。1915年，他成为在上海举办的第二届远东运动会的主要组织者之一。1921年，他担任在上海举办的第五届远东运动会会长、华东地区裁判委员、大会裁判执行部主任等职务。1922年，王正廷当选为国际奥林匹克委员会委员。他是中華民國第一位、远东第二位国际奥林匹克委员会委员。当时，他和中华业余运动联合会会长张伯苓（自1922年该会创立任至1924年该会合并成立中华全国体育协进会）是中国体育界的首要人物。
1924年，中华业余运动联合会与中华体育协会合并成立中华全国体育协进会（1931年被国际奥林匹克委员会承认为國家奧林匹克委員會中代表中国者），王正廷被推选为中华全国体育协进会主席董事（名譽會長張伯苓、名譽主任幹事沈嗣良）。1933年，中华全国体育协进会召开第二次代表大会，王正廷继续当选为主席董事（名譽會長張伯苓、名譽主任幹事沈嗣良）。1935年，该会召开第三次代表大会，取消会长一职，主任幹事改為總幹事，張伯苓、王正廷、沈嗣良继续担任负责人。1948年，该会召開第四次代表大會，王正廷當選该会理事長，江良規当选總幹事（未就任，改由郝更生擔任總幹事）。1949年该会遷往台湾，王正廷未赴台湾，乃由郝更生總幹事代理事長職務。1954年，郝更生出任理事長，江良規出任總幹事。

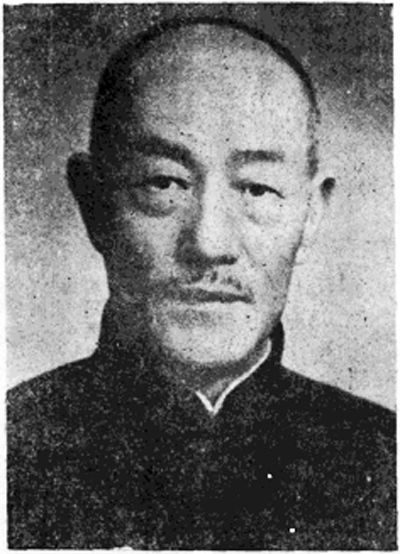
《中国当代名人传》中的王正廷照片

1927年8月，王正廷担任在上海举行的第八届远东运动会会长及竞赛委员会委员，但因从事外交工作而无法赶回上海，乃托副会长张伯苓代为主持；同年9月他赶回上海，观看了此次运动会的棒球比赛，并亲自签写此次运动会的各种奖凭。1933年，王正廷任中华全国体育协进会主席、董事。1934年5月，第十届远东运动会在菲律宾马尼拉举行，其间举行了执行委员会议，王正廷率中国代表团抵制了日本将满洲国拉入远东运动会的企图，日本遂在无中国代表参加的情况下勾结菲律宾解散了远东体育协会。王正廷对此发表声明称，“此次日本勾结菲律宾及少数会员，非法解散此二十余年历史之远东运动会，我国决不能承认。”
1932年，王正廷推荐、组织并资助中国运动员刘长春参加第十届夏季奥林匹克运动会，并提出为祖国争光的口号。1936年和1948年，王正廷先后作为中華民國体育代表团总领队，率团参加第十一届、第十四届夏季奥林匹克运动会。

### 晩年
1939年结束了中国驻美国大使的任期后，王正廷实际上从政界引退。抗日战争结束後回上海，任上海市参议员、中国紅十字会会長、中华全国体育協進会理事長、交通銀行董事、菲律宾交通银行董事長、中国太平洋保险公司（正式名称为太平洋保险公司，又称太平洋产物保险公司，1943年创立，1949年被上海市军管会接收）董事長等职务。1952年，王正廷迁居香港。1961年5月21日，王正廷因喉癌在香港九龍醫院逝世。享年80岁（满78歳）。1961年5月22日在鑽石山火葬場火葬

## 家庭
共有8个子女，子‘恭’字辈，女‘安’字辈：
1. 长女：王安庆
2. 长子：王恭琛
3. 次子：王恭瑛
4. 次女：王安福
5. 三女：王安秀
6. 三子：王恭瑞
7. 四子：王恭玮，抗日烈士，被日军在菲律宾马尼拉杀害
8. 五子：王恭珏

## 著作
- 周剑云编，王正廷博士演讲集，新民图书馆，1920年
- 王正廷，中国近代外交概要，南京：外交研究社，1928年
- 王正廷编，国民政府近三年来外交经过纪要，国民政府外交部，1929年
- 吴天放编，王正廷近言录，现代书局，1933年
- Vi Kyuin Wellington Koo, Ching-Ting Thomas Wang, China and the League of Nations, G. Allen & Unwin Limited, 1919.
- Ching-Ting Thomas Wang, Selected Statements and Addresses of His Excellency Dr. Chengting T. Wang ... Concerning the Sino-Japanese Conflict: May 1, 1938
- 王正廷自传：顾往观来（Looking Back and Looking Forward），柯龙飞、刘昱 译，香港：凌天出版社，2012年
  - 『王正廷回顧録 Looking Back and Looking Forward』服部龍二編、中央大学出版部、2008年、ISBN 978-4-8057-4143-6

### 引用
1. ↑  Chen, Leslie H. Dingyan. . Michigan Monographs In Chinese Studies. U of M Center For Chinese Studies, University of Michigan Press. 1999.
2. 1 2  鄭（1993）、37頁。
3. 1 2 3 4 5 6 7  徐主編（2007）、77頁。
4. 1 2 3 4 5 6 7 8  劉国銘主編（2005）、142頁。
5. ↑  鄭（1993）、37-38頁。
6. ↑  鄭（1993）、38頁。
7. ↑  鄭（1993）、38-40頁。
8. ↑  . 國聞週報. 1924-12, 第1卷 (19期).
9. ↑  鄭（1993）、40-41頁。
10. ↑  鄭（1993）、42頁。
11. ↑  鄭（1993）、42-43頁。
12. ↑  徐主編（2007）、77-78頁。
13. 1 2 3 4  .   [2013年4月28日]. （原始内容存档于2016年3月4日）.
14. 1 2 3 4  齐君，王正廷与远东运动会，兰台世界2009年07期
15. ↑  谷世权，“中华业余运动联合会”成立前后，体育文史1991年02期
16. ↑  张弓，“中华业余运动联合会”解体于何时?，体育文化导刊1991年04期
17. ↑  .   [2013-04-28]. （原始内容存档于2016-03-05）.
18. ↑  .   [2013-04-28]. （原始内容存档于2008-06-29）.
19. ↑  .   [2013-04-28]. （原始内容存档于2015-06-04）.
20. ↑  方寸徽章大乾坤 “章”显行业春秋 （下） ，中保网，2012-06-15[永久]
21. ↑  .   [2013年4月28日]. （原始内容存档于2015年12月23日）.
22. ↑  .   [2013年4月28日]. （原始内容存档于2015年6月3日）.
23. ↑  鄭（1993）、43-44頁。
24. ↑  徐主編（2007）、78頁。

### 书籍
- 鄭則民「王正廷」中国社会科学院近代史研究所. . 中華書局. 1993. ISBN 7-101-01052-0.
- 徐友春主編. . 河北人民出版社. 2007. ISBN 978-7-202-03014-1.
- 劉寿林等編. . 中華書局. 1995. ISBN 7-101-01320-1.

## 延伸阅读
[在维基数据编辑]
 《游美同學錄·王正廷》，出自《游美同學錄》
 在维基共享资源阅览影像